# 미카엘

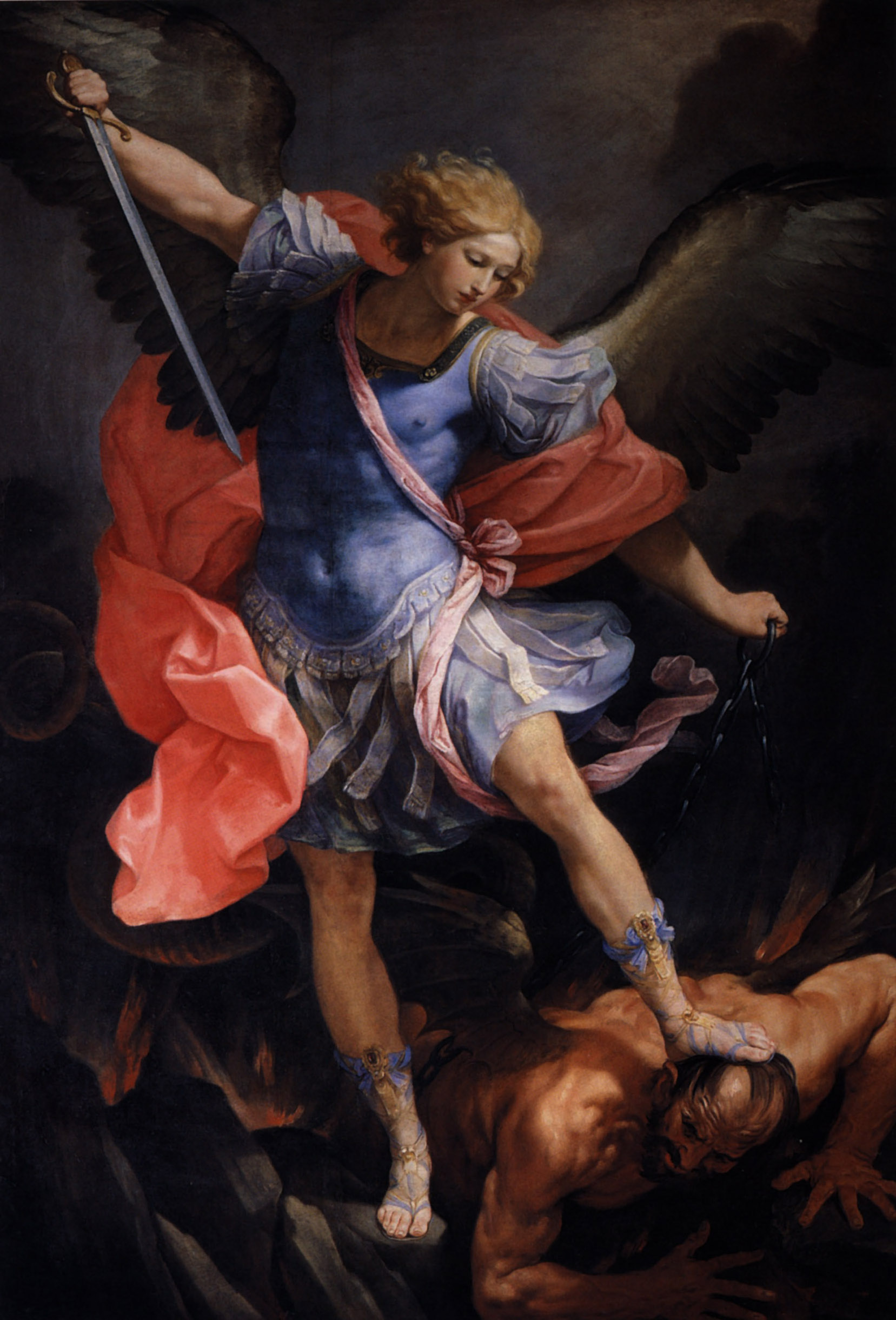
대천사 미카엘

미카엘은 히브리어 ‘מיכאל(누가 하느님과 같은가?)’에서 온 이름이다. 미카엘은 성경 본문에서 그 이름이 나오는 유일한 천사장이다. 미카엘은 성경 다니엘서 본문(다니엘서 12장 1절)에서 마지막 날에 일어날 이스라엘 민족의 통치자로 예시되었다. 축일은 9월 29일이다.

## 인명
‘미카엘’에서 비롯한 이름은 다음과 같다.
- 현대 그리스어: Μιχαήλ(미카일)
- 독일어: Michael(미하엘)
- 라틴어: Michael(미카엘)
- 이탈리아어: Michele(미켈레), Michelangelo(미켈란젤로)
- 러시아어: Михаи́л(미하일)
- 루마니아어: Mihai(미하이)
- 아랍어: ميخائيل(미카일)
- 에스파냐어: Miguel(미겔)
- 영어: Michael(마이클, 애칭 Mickey 미키), 여성; Michelle(미셸)
- 포르투갈어: Miguel(미겔)
- 폴란드어: Michał(미하우)
- 프랑스어: Michel(미셸)

## 같이 보기
- 미카엘 (대천사)